# کیمبرلی چیتل
کیمبرلی چیتل (انگلیسی: Kimberly Cheatle؛ زادهٔ ۱۷ سپتامبر ۲۰۲۲) سیاستمدار آمریکایی است که از سپتامبر ۲۰۲۲ تا ژوئیه ۲۰۲۴، به عنوان بیست و هفتمین مدیر سرویس مخفی ایالات متحده خدمت کرده است.
او قبلاً بیش از بیست و هفت سال، چندین نقش در سرویس مخفی ایالات متحده آمریکا داشته و قبل از انتصاب در سرویس مخفی، او برای شرکت پپسی‌کو کار می‌کرد.

## کناره‌گیری از ریاست سرویس مخفی
او در جریان ترور نافرجام دونالد ترامپ مسئولیت ریاست بر سرویس مخفی را بر عهده داشت، که او را در کانون توجهات ملی قرار داد و با انتقادات و درخواست‌های گسترده برای استعفا مواجه شد. او در جلسه ادای شهادت به کنگره به کوتاهی این نهاد اعتراف کرد، اما درخواست کناره‌گیری از این مقام را رد کرد. چیتل در این جلسه اذعان کرد که هرچند مجموعه زیرنظرش دچار ناکامی شده، اما تأکید کرد که در حال حاضر «بهترین فرد» برای ریاست این نهاد است.
کیمبرلی که از ماه اوت ۲۰۲۲ ریاست سرویس مخفی را برعهده داشت، در نهایت تحت فشار سیاستمداران جمهوری‌خواه و برخی نمایندگان دموکرات کنگره، در ۲۳ ژوئیه ۲۰۲۴ در ایمیلی برای کارکنان سرویس مخفی خبر از کناره‌گیری خود داد. پس از این استعفا، جو بایدن، رئیس‌جمهور وقت آمریکا، در بیانیه‌ای از مسئولیت‌پذیری و خدمات چیتل در چند دهه‌ گذشته قدردانی کرد. به دنبال استعفای کمبرلی، دونالد رو که معاون رئیس سرویس مخفی بود، به عنوان سرپرست موقت این نهاد منصوب شد.